# Mallerenga pitnegra
La mallerenga pitnegra (Periparus rufonuchalis) és una espècie d'ocell passeriforme que pertany a la família dels Pàrids pròpia de les muntanyes del sud d'Àsia. Anteriorment es considerava coespecífic de la mallerenga cul-rogenca (P. rubidiventris) i es classificaven en el gènere Parus.

## Distribució i hàbitat
Es troba a l'Himàlaia occidental i els seus contraforts de l'Àsia central i l'orient mitjà, distribuït pel nord de l'Índia, la Xina, el Pakistan, el Turquestan, el Kirguizstan i l'Afganistan.